# Théorie de la transition des pouvoirs
Pour les articles homonymes, voir Transition (homonymie) et Théorie de la transition.
La Théorie de la transition des pouvoirs est une théorie affirmant le caractère cyclique de la guerre dans les relations internationales. Initiée par Abramo Organski et publiée dans son livre World Politics (1958), cette théorie présente aujourd'hui les relations internationales comme un système hiérarchisé, admettant que les États peuvent atteindre quatre degrés différents de puissance. Son objectif est d'enquêter sur les conditions menant aux cycles des guerres, et de savoir comment la transition du pouvoir et l'ingérence les affectent.